# 蘇格蘭法律事務專員

國王陛下蘇格蘭法律事務專員（通稱）是英國的一名官方律政專員，其職責是就蘇格蘭法律向英國官方及英國政府提供意見。蘇格蘭法律事務專員為聯合王國的大臣級職位。該職位目前由凱瑟琳·史密夫女男爵擔任。
蘇格蘭政府的首席法律顧問是蘇格蘭檢察總長，並非蘇格蘭法律事務專員。

## 歷史
蘇格蘭法律事務專員辦公室於1999年根據《1998年蘇格蘭法令》成立，是聯合王國政府在蘇格蘭法律方面的首席法律顧問。這項職能之前由蘇格蘭檢察總長與蘇格蘭法律政策專員履行，這兩個職位在蘇格蘭議會成立時被轉移至蘇格蘭政府。
蘇格蘭法律事務專員與蘇格蘭檢察總長為不同職位，前者為聯合王國政府的一名法律顧問，而後者為蘇格蘭政府的首席法律顧問（蘇格蘭法律政策專員為其副手）。

## 歷任列表
| 姓名 (出生–死亡)                                 | 任期            | 任期           | 政黨       | 內閣                              | 來源         |
| ------------------------------------------------ | --------------- | -------------- | ---------- | --------------------------------- | ------------ |
| 琳達·克拉克 卡爾頓的克拉克勳爵夫人 PC QC (1949-) | 1999年 5月19日  | 2006年 1月18日 | 工黨       | 貝理雅（一）                      | [ 3 ]        |
| 琳達·克拉克 卡爾頓的克拉克勳爵夫人 PC QC (1949-) | 1999年 5月19日  | 2006年 1月18日 | 工黨       | 貝理雅（二）                      | [ 3 ]        |
| 尼爾·戴維森 格倫克洛瓦的戴維森勳爵 QC (1950-)    | 2006年 3月21日  | 2010年 5月11日 | 工黨       | [ 4 ]                             |              |
| 尼爾·戴維森 格倫克洛瓦的戴維森勳爵 QC (1950-)    | 2006年 3月21日  | 2010年 5月11日 | 工黨       | [ 4 ]                             | 貝理雅（三） |
| 尼爾·戴維森 格倫克洛瓦的戴維森勳爵 QC (1950-)    | 2006年 3月21日  | 2010年 5月11日 | 工黨       | [ 4 ]                             | 白高敦       |
| 吉姆·華萊士 坦克尼斯的華萊士勳爵 PC QC (1954-)   | 2010年 5月14日  | 2015年 5月8日  | 自由民主黨 | 甘民樂–紀理歷 (保守黨–自由民主黨) | [ 5 ]        |
| 理查·基恩 埃利的基恩勳爵 QC PC (1954-)           | 2015年 5月29日  | 2020年 9月16日 | 保守黨     | 甘民樂（二）                      | [ 6 ]        |
| 理查·基恩 埃利的基恩勳爵 QC PC (1954-)           | 2015年 5月29日  | 2020年 9月16日 | 保守黨     | 文翠珊（一）                      | [ 6 ]        |
| 理查·基恩 埃利的基恩勳爵 QC PC (1954-)           | 2015年 5月29日  | 2020年 9月16日 | 保守黨     | 文翠珊（二）                      | [ 6 ]        |
| 理查·基恩 埃利的基恩勳爵 QC PC (1954-)           | 2015年 5月29日  | 2020年 9月16日 | 保守黨     | 莊漢生（一）                      | [ 6 ]        |
| 理查·基恩 埃利的基恩勳爵 QC PC (1954-)           | 2015年 5月29日  | 2020年 9月16日 | 保守黨     | 莊漢生（二）                      | [ 6 ]        |
| 基思·史都華 德爾頓的史都華勳爵 KC (1965-)        | 2020年 10月15日 | 2024年 7月5日  | 保守黨     | [ 7 ] [ 8 ] [ 9 ]                 |              |
| 基思·史都華 德爾頓的史都華勳爵 KC (1965-)        | 2020年 10月15日 | 2024年 7月5日  | 保守黨     | [ 7 ] [ 8 ] [ 9 ]                 | 卓慧思       |
| 基思·史都華 德爾頓的史都華勳爵 KC (1965-)        | 2020年 10月15日 | 2024年 7月5日  | 保守黨     | [ 7 ] [ 8 ] [ 9 ]                 | 辛偉誠       |
| 凱瑟琳·史密夫女男爵 KC (1973-)                   | 2024年 9月29日  | 現任           | 工黨       | 施紀賢                            | [ 10 ]       |

## 外部連結
- 官方网站